# Frère Miguel Fernández Flores
Frère Miguel Fernández Flores – en espagnol Fray Miguel Fernández Flores – est un tableau réalisé par le peintre espagnol Francisco de Goya en 1815. Cette huile sur toile est le portrait à mi-corps de Miguel Fernández Flores alors que ce franciscain vient d'être nommé administrateur apostolique de Quito. Achetée en 1911, l'œuvre est conservée au Worcester Art Museum, à Worcester, dans le Massachusetts, aux États-Unis.